# Hans Beyer
Hans Anthon Beyer (født 23. august 1889 i Bergen, død 15. maj 1965 i Mo i Rana) var en norsk gymnast, som deltog i OL 1912 i Stockholm.
Beyer var ved OL 1912 med på det norske hold, som i gymnastik vandt holdkonkurrencen for hold i frit system. Nordmændene opnåede 22,85 point og vandt guld foran finnerne med 21,85 og danskerne med 21,25 point. Der var fem hold med i konkurrencen.